# Le Balai citoyen
Le Balai citoyen  es un movimiento surgido de la sociedad civil de Burkina Faso, que participó en la oposición al presidente Blaise Compaoré. Fue cofundado en el verano de 2013 por dos artistas activistas, el músico de reggae y presentador de radio Sams'K Le Jah, y el rapero y actor Serge Bambara, más conocido por su nombre artístico Smockey. Organizaron varias acciones de protesta durante 2014, incluida una reunión conjunta con unos 30 partidos de la oposición, que el 31 de mayo de 2014 reunió a más de 35. 000 personas en el estadio 4 de agosto de Uagadugú.{
Contexto
El movimiento forma parte del movimiento sankarista y afirma basarse en la herencia y los ideales del capitán Thomas Sankara, revolucionario marxista-leninista, anticolonialista y figura del Movimiento de Países No Alineados, que dirigió el país entre 1983 y su asesinato el 15 de octubre de 1987 tras un golpe de Estado orquestado por su sucesor y antiguo cuñado Blaise Compaoré. Sams'K Le Jah, cofundador de Le Balai Citoyen, fue miembro de los Pioneros de la Revolución, el movimiento juvenil de la «Revolución Democrática y Popular» de Sankara.
El movimiento se denominó Le Balai citoyen' (La Escoba ciudadana )para hacerse eco del deseo de limpiar el país de la corrupción política, y en memoria de las regulares actividades colectivas de barrido de calles -iniciadas por Thomas Sankara- durante las cuales se pedía a los ciudadanos que trajeran sus escobas y limpiaran sus barrios, en un acto con una dimensión cívica pero también simbólica, como metáfora de la toma de control de la población sobre su propio destino. Los activistas del movimiento blandían escobas durante sus acciones de protesta en homenaje a estas referencias.

## Historia
En octubre de 2014, durante la segunda revolución en Burkina Faso, Le Balai Citoyen estaba a la vanguardia de los movimientos de protesta y se notaba por la presencia de sus activistas en las calles. El presidente Compaoré se vio obligado por la presión popular a renunciar al poder y huyó del país el 31 de octubre después de 27 años de gobierno. La presidencia fue ocupada por los militares, que nombraron al oficial pro-oposición Isaac Zida como jefe de Estado de transición del país. Le Balai Citoyen lanzó una operación simbólica de barrido de las calles de Uagadugú después de la salida del Compaoré  y dio su apoyo a la transición encabezada por Zida. Sin embargo, sus líderes llamaron a la vigilancia y a la máxima alerta, para que nadie robara la victoria del pueblo soberano.
Los locales de inscripciones de «Smockey» de Serge Bambara fueron destruidos por primera vez en septiembre de 2015 por los partidarios del expresidente. Luego se quemaron de nuevo en 2016. Respondiendo a las preguntas de un periodista en el verano de 2016, Serge Bambara dijo que el movimiento está activo en los barrios ("Club Cibal"), lleva a cabo acciones de limpieza o reforestación, e incluso ha organizado una acción nacional de donación de sangre. Afirma que el movimiento no puede convertirse en un partido político, pero que contribuye a la formación de los jóvenes.

## Premio
El 4 de mayo de 2016, el movimiento burkinés recibió el premio Embajador de la Conciencia de Amnistía Internacional a las personalidades (civiles o morales) que han defendido y mejorado la causa de los derechos humanos y fundamentales -el premio se compartió con el grupo senegalés Y en a marre, el movimiento congoleño Lutte pour le changement (Lucha) y la cantante beninesa Angélique Kidjo.